# Nate Danielson
Nate Danielson (né le 27 septembre 2004 à Red Deer dans la province de l'Alberta) est un joueur canadien de hockey sur glace. Il évolue à la position d'attaquant.

## Biographie

### Carrière junior
Formé dans sa ville natale, à Red Deer, Nate est sélectionné le 2 mai 2019, lors du repêchage Bantam de la Ligue de hockey de l'Ouest par les Wheat Kings de Brandon en 5e position. Il s'engage avec eux le 31 mai 2019.
Lors de sa première saison, il inscrit 15 points en 24 matchs. À sa deuxième saison, avec 57 points en 54 rencontres, il aide son équipe à se qualifier pour les séries éliminatoires. Les Wheat Kings sont éliminés au premier tour par les Rebels de Red Deer. Lors de sa troisième année, il est nommé capitaine de sa formation. il totalise 78 points en 68 parties. Les Wheat Kings échouent à 3 points d'une place en séries.
En prévision du repêchage de 2023, la centrale de recrutement de la LNH le classe au 7e rang des espoirs nord-américains chez les patineurs. Il est sélectionné en 9e position par les Red Wings de Détroit.

## Statistiques

### En club
| Saison    | Équipe                   | Ligue |    | Saison régulière | Saison régulière | Saison régulière | Saison régulière | Saison régulière |   | Séries éliminatoires | Séries éliminatoires | Séries éliminatoires | Séries éliminatoires | Séries éliminatoires |
| Saison    | Équipe                   | Ligue | PJ | B                | A                | Pts              | Pun              | PJ               | B | A                    | Pts                  | Pun                  |                      |                      |
| 2020-2021 | Wheat Kings de Brandon   | LHOu  | 24 | 3                | 12               | 15               | 8                | -                | - | -                    | -                    | -                    |                      |                      |
| 2021-2022 | Wheat Kings de Brandon   | LHOu  | 53 | 23               | 34               | 57               | 34               | 6                | 1 | 2                    | 3                    | 2                    |                      |                      |
| 2022-2023 | Wheat Kings de Brandon   | LHOu  | 68 | 33               | 45               | 78               | 38               | -                | - | -                    | -                    | -                    |                      |                      |
| 2023-2024 | Winterhawks de Portland  | LHOu  | 28 | 12               | 29               | 41               | 28               | 18               | 7 | 17                   | 24                   | 16                   |                      |                      |
| 2023-2024 | Griffins de Grand Rapids | LAH   | -  | -                | -                | -                | -                | 2                | 0 | 0                    | 0                    | 0                    |                      |                      |